# Шар (река)
Шар (Чар) (на казахски: Шар; на руски: Чар) е река в Казахстан (Източноказахстанска област), ляв приток на Иртиш. Дължина 230 km.
Река Шар се образува от сливането на реките Иляман (лява съставяща) и Айкашар (дясна съставяща), водещи началото си от масива Каражал в Калбинския хребет, в крайната югозападна част на планината Алтай, на 674 m н.в. В горното си течение протича по хълмиста и нископланинска местност, а в средното и долното през полупустинна равнина. Влива се отляво в река Иртиш, на 202 m н.в., на 5 km северно от село Булак. Основни притоци: леви – Ашалъ, Даубай, Шъбъндъбулак, Боко, Корганбай; десни – Агънъкатъ, Ержанка, Жанъма, Ярлъ, Шолакбулак. В горното течение, преди изхода от планината е изградена преградната стена на Чарското водохранилище. По течението на реката са разположени град Чарск, сгт. Суъкбулак и районния център село Калбатау (бивше Георгиевка).